# Cyclodictyon preussii
Cyclodictyon preussii là một loài rêu trong họ Pilotrichaceae. Loài này được (Broth.) Broth. mô tả khoa học đầu tiên năm 1907.